# Histoire de l'Anjou
Cet article présente l'histoire de l'Anjou depuis la Préhistoire jusqu'à la Révolution française. Elle couvre notamment les périodes du comté d'Anjou et du duché d'Anjou. Pour l'histoire plus récente, de la Révolution à nos jours, voir l'article Maine-et-Loire.

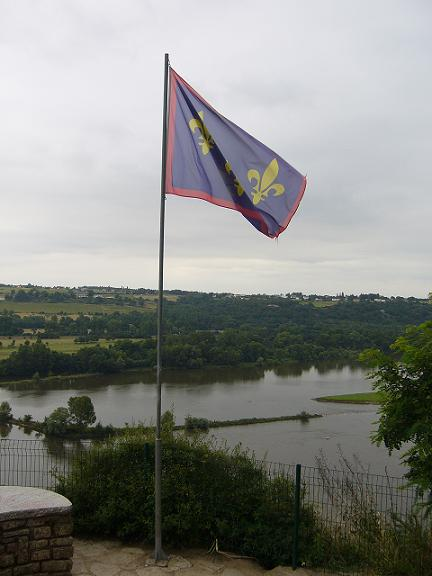
Le drapeau de l’Anjou flottant sur les hauteurs du fief de Champtoceaux face à la Bretagne.

## Préhistoire

### Paléolithique
Sur le site de Roc-en-Paille, près de Chalonnes-sur-Loire, des ossements d'animaux ont permis de mesurer l'évolution de la faune. Celle-ci se composait de mammouths et de rennes vers -30 000, pour laisser la place, lors de la fin de la période glaciaire, vers -10 000 aux sangliers et aux cerfs.
Le principal site archéologique attestant d'une présence humaine ancienne en Anjou se trouve en amont de la Moine. Des dizaines d'outils en pierre taillée y ont été retrouvés, datant de la période acheuléenne et moustérienne.

### Néolithique

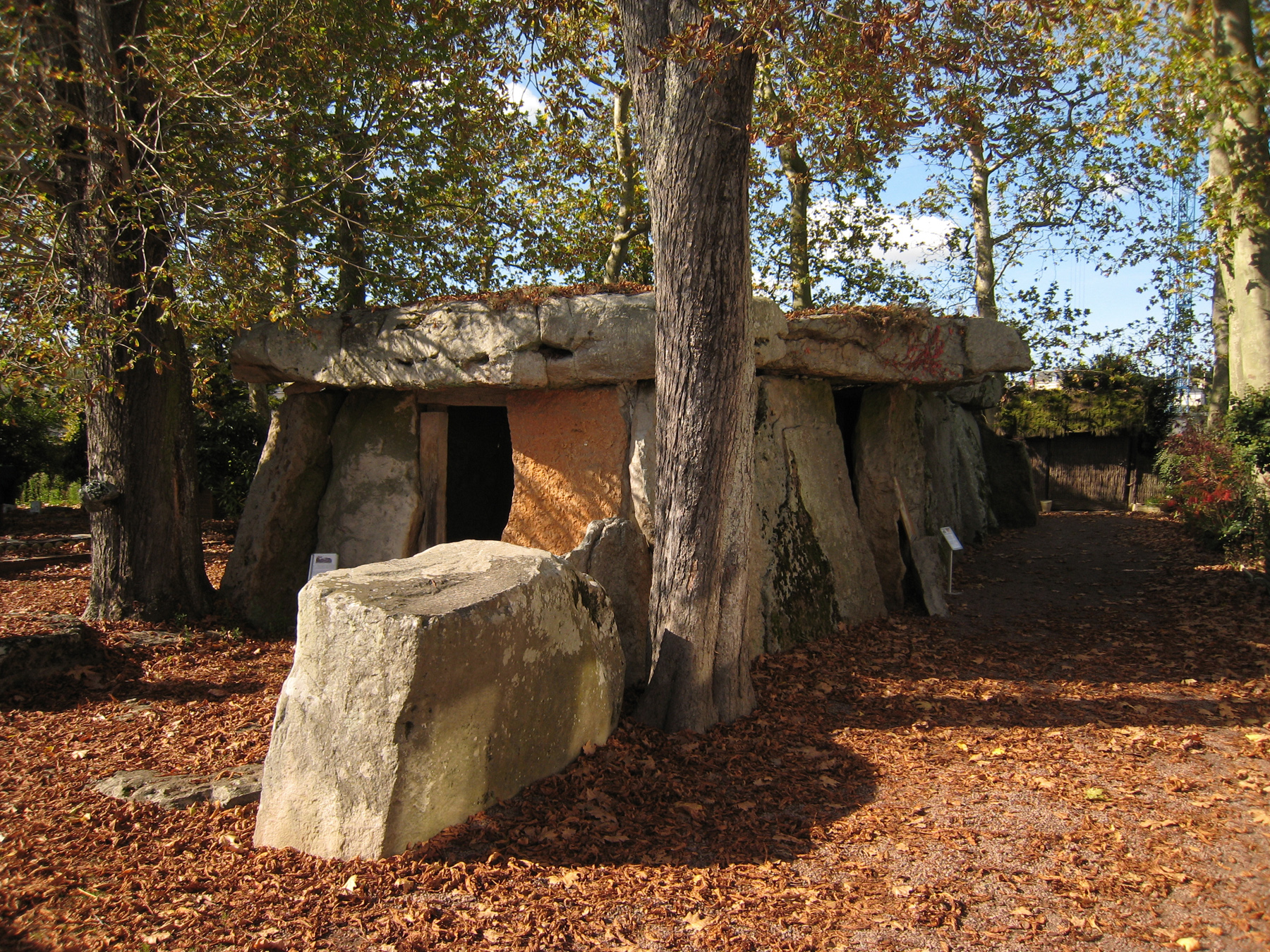
Dolmen de Bagneux, à Saumur.

Sous le Néolithique, la présence humaine devient plus marquée et le peuplement s'intensifie. Les premiers habitats se développent surtout au sud de la Loire: Doué-la-Fontaine, Le Fief-Sauvin, Mazières-en-Mauges. C'est également à cette époque que seront érigés les sites mégalithiques, dont la plus grande partie se trouveront également au sud de la Loire. L'Anjou se démarque des autres régions par la mise en place d'un type particulier de dolmen, le type angevin, possédant un portique étroit et une chambre plus large. Ce type de dolmen va se répandre dans toute une partie du territoire, incluant la Touraine, le Maine, le Poitou, l'Orléanais, et le Berry. Plus de 2 600 haches de pierre polie ont été retrouvées sur le département de Maine-et-Loire, dont certaines provenant de Touraine, ainsi que des grains d'ambre, attestant de la présence de réseaux de commerce ou de circulation.

### Âge du bronze

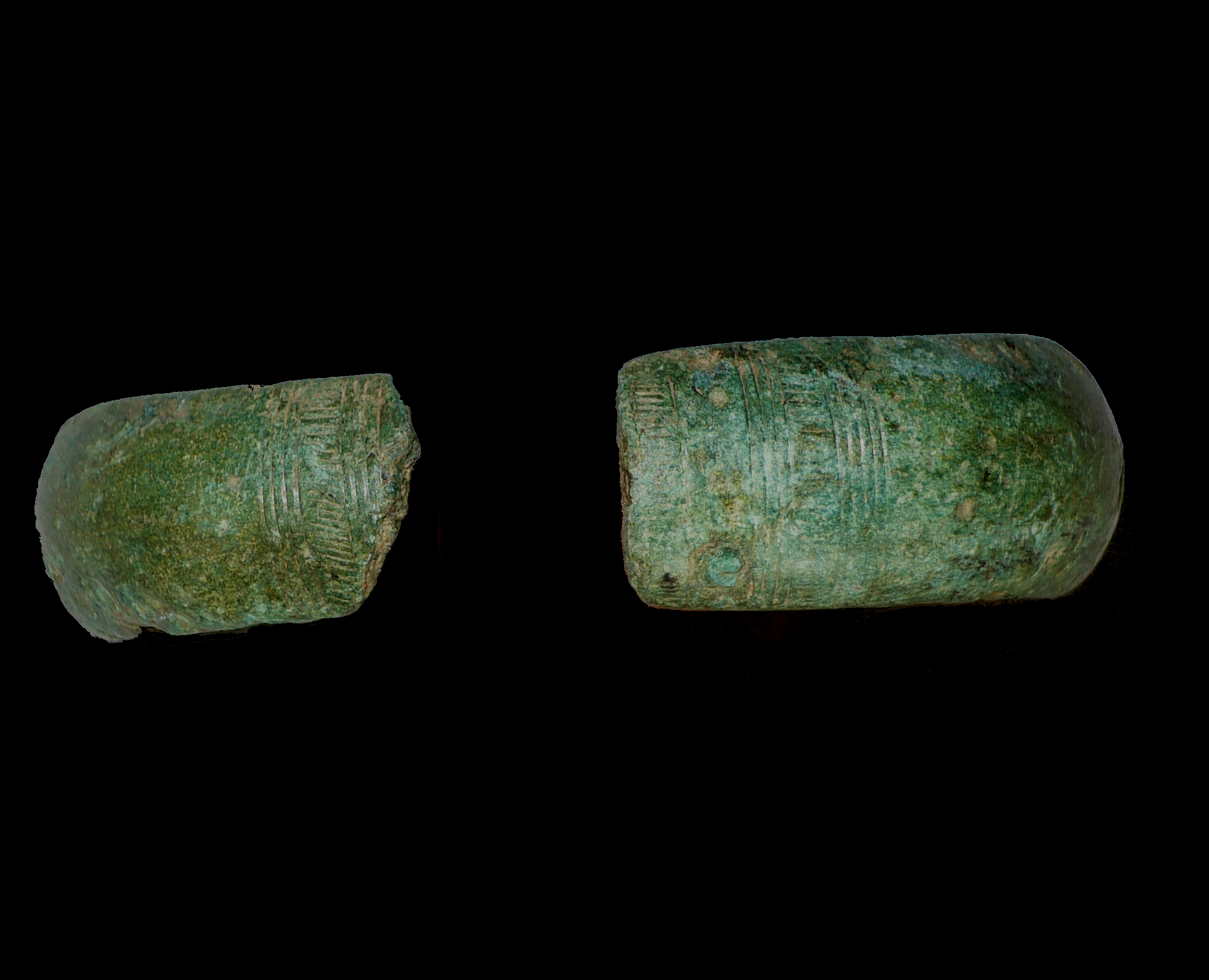
Détail des incisions d'un bracelet de type « Bignan », découvert dans la région de Pouancé.

L'introduction du métal dans la province suit la période néolithique, vers -2000, sous la culture campaniforme. Elle se matérialise par la découverte de nombreuses haches en cuivre, plates (Bronze ancien) ou à rebords (Bronze moyen), notamment dans le Saumurois. Les haches à talon de la fin du Bronze moyen sont également présentes en nombre (environ 300 retrouvées, dont 14 dépôts) et resteront utilisées pendant le Bronze final.
La province angevine se développe à l'époque sous une influence commerciale atlantique, comme en témoignent les bracelets incisés de type « Bignan », les haches à talons de Rosnoën, les haches à douille de type normand ou armoricain, ainsi que les influences ibérique ou britannique.

## Antiquité

### Les Andécaves

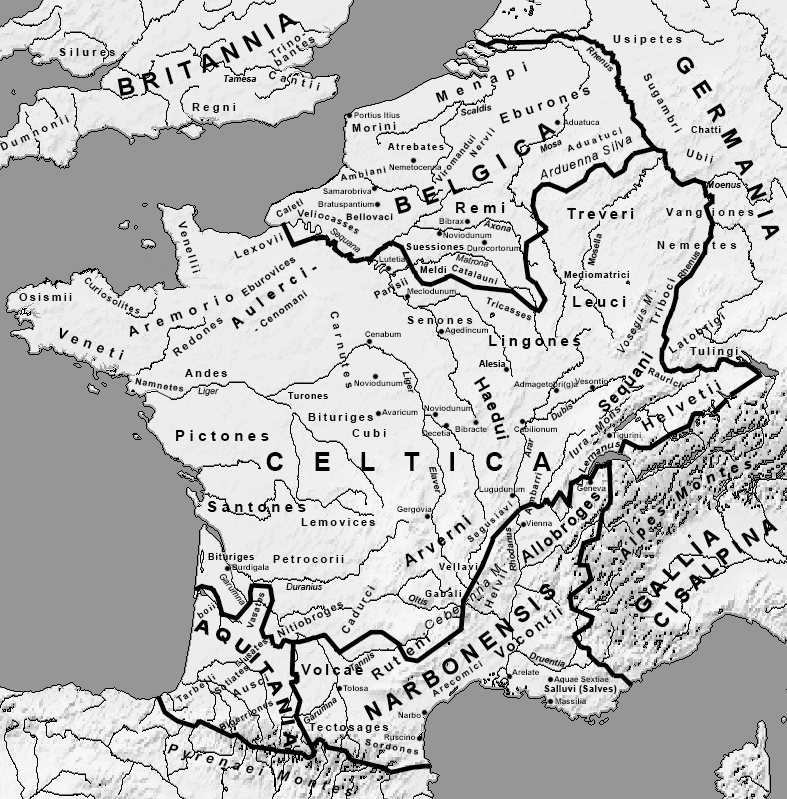
La Gaule et les peuples gaulois

Le peuple gaulois occupant l'Anjou se nommait les Andécaves (ou  Andes). Leur territoire se situait de part et d'autre de la Loire. Les lieux-dits d'Ingrandes (Ingrandes (Maine-et-Loire) et Ingrandes-de-Touraine) en semblent indiquer les limites approximatives, Ingrandes étant un nom dérivé de celui d’Equoranda de sens discuté, Equo ou (en latin) Oequus qui signifie « juste aux limites » et Randa, un suffixe et terme gaulois qui indique une limite territoriale ou une frontière. Leur principale cité, située en bord de Maine se nommait Andegavum (actuelle Angers). Les Mauges sont alors occupées par un autre peuple celte, les Ambilatres, qui se fondent avec les Pictons lors de la conquête romaine.
Longtemps, une lutte ouverte avait opposé les Andécaves aux Vénètes, peuple de même origine établi en basse-Loire et en Morbihan, vis-à-vis duquel ils avaient su préserver leur indépendance.
Au niveau archéologique, au Fief-Sauvin se trouvait un retranchement, probablement militaire, de 5 ha. Un autre oppidum devait se trouver en bord de Loire, à Chênehutte-les-Tuffeaux, ainsi qu'un habitat au nord de la commune d'Allonnes.

### L'occupation romaine et l'arrivée des Francs
Pendant la guerre des Gaules, Publius Crassus, commandant la Legio VII Claudia hiverna en 57 et 56 av. J.-C. dans le territoire des Andes.
En 52 av. J.-C., après la reddition de Vercingétorix, les Andécaves, sous la conduite de leur chef, Dumnacos, tentèrent de résister aux Romains. Ils se joignirent aux Pictons qui se sont révoltés contre leur chef Duratius, pro-romain. L'armée met alors le siège devant Limonum (Poitiers), défendu par Duratius. Ayant trop peu d'hommes avec lui pour venir en aide à Duratius, Caius Caninius, légat romain, se fortifie près de la ville, ce qui a pour effet d'attirer l'armée gauloise qui tente des assauts infructueux avant de retourner assiéger Limonum. Caius Fabius, envoyé dans la région par César auparavant, se presse d'arriver au secours de Duratius. Dumnacos, apprenant l'arrivée d'un deuxième lieutenant de César avec plus de troupes, bat en retraite, mais ce mouvement est prévu par Caius Fabius qui le surprend en pleine retraite sur les rives de la Loire. Échouant à traverser le fleuve, l'armée gauloise se bat d'abord contre la seule cavalerie romaine mais l'arrivée des légions les met définitivement en déroute en un lieu qui n'est pas déterminé avec certitude (entre les Ponts-de-Cé et Saumur),.
Sous les Romains, le territoire angevin fait partie de la IIIe Lyonnaise. Juliomagus, « le marché de Jules César » remplace alors le nom d'Andegavum. Tacite mentionne une rébellion des Andécaves en l'an 21, suivis de près par les Turons. Cependant, le légat de la Gaule celtique, Acilius Aviola, en vient à bout avec sa seule cohorte.
La table de Peutinger mentionne trois agglomérations secondaires : Combaristum, Robrica et Segora. Aucune de ces agglomérations n'a été fixée précisément. Ainsi, Combaristum est placée parfois à Segré, Candé ou Châtelais.
Peu à peu cependant, le pouvoir romain périclite dans la région. Le christianisme prend son essor, et un premier évêque est mentionné en 372. Au Ve siècle, les Francs sont déjà installés en Anjou, et font partie des peuples fédérés de l'Empire romain. En 464, le chef saxon Eadwacer remonte la Loire et la Maine, et prend Angers. Le comes Paul, commandant des troupes romaines, meurt au combat après avoir demandé l'aide des Francs de Childéric Ier. Celui-ci reprend la ville, et repousse l'armée saxonne. En 486, Clovis Ier, fils de Childeric, bat Syagrius à la bataille de Soissons. C'est la fin du domaine gallo-romain, lambeau de l'Empire romain dans lequel était incorporé Angers et le nord de la Loire. Clovis continue ses conquêtes et repousse les Wisigoths, qui tenaient alors le sud de la Loire, jusqu'en Espagne.

## Moyen Âge

### Le Haut Moyen Âge
À la mort de Clovis, l'Anjou est incorporé au royaume franc d'Austrasie, et en 613, le territoire est relié à la Neustrie. Cependant, l'Anjou va faire face à une nouvelle menace, qui durera plusieurs siècles, avec l'arrivée des Bretons, chassés de l'île de Bretagne par les invasions saxonnes et angles. Grégoire de Tours indique que les Francs durent lever à plusieurs reprises des troupes contre les Bretons dès les Ve et VIe siècles.
En 753, Pépin le Bref prend Vannes et décide de créer la marche de Bretagne, afin de protéger le royaume franc des incursions bretonnes. Cette première marche englobe les villes de Rennes, Nantes et Vannes.
En 849, les hostilités reprennent, avec des raids bretons en profondeur en Francie occidentale et la prise de Rennes et de Nantes. Erispoë écrase l'armée franque à la bataille de Jengland. Au traité d'Angers en 851, Charles le Chauve concède les insignes de la royauté à Erispoë, avec les comtés de Rennes et de Nantes ainsi que le pays de Retz. La marche de Bretagne est alors totalement incorporée au royaume de Bretagne.
Dans le même temps, les Normands, menés par Hasting, entament dès 852 une série de raids, qui les mèneront au pillage de Saint-Florent-le-Vieil. Ils s'installent alors sur une île voisine, et organisent le sac d'Angers. Afin de contrecarrer ces invasions bretonnes et normandes, Charles le Chauve crée en 853 une vaste marche frontière formée des territoires de l'Anjou, de la Touraine et du Maine, et la confie à Robert le Fort (arrière-grand-père de Hugues Capet).
Quelques années plus tard, le traité d'Angers vole en éclats. Salomon de Bretagne repart en guerre en 863 contre le pouvoir royal. Il pousse ses troupes jusqu'à Orléans. Charles le Chauve négocie alors le traité d'Entrammes, concédant le territoire d'Entre deux rivières (entre Mayenne et Sarthe) en échange de la paix et de l'aide bretonne contre les Normands. Il décide également d'ériger en 864 l'Anjou en comté.
Robert le Fort est tué dans un combat contre les Normands à Brissarthe, en 866. La Marche de Neustrie revient alors à Eudes, fils de Robert, mais Charles le Chauve le démet en 868 de cette fonction qu'il donne à Hugues l'Abbé. Ingelger devient dans le même temps vicomte d'Angers. Les Normands d'Hasting poursuivent leurs raids et s'emparent une nouvelle fois d'Angers en 872, malgré la construction d'un pont fortifié par Charles. Charles le Chauve assiège alors la ville avec l'aide de Salomon de Bretagne, et réussit à en chasser les Normands en 873. Ceux-ci prennent Angers une ultime fois en 886.
En 879, Ingelger reçoit de Louis II le Bègue, pour s'être distingué contre les Bretons et Normands, la moitié de l'Anjou à l'est de la Mayenne, la partie ouest étant propriété des comtes de Nantes. À sa mort, son fils Foulque Ier acquiert le titre de vicomte d'Angers.

### Le Comté d'Anjou

#### La naissance du comté
En 909, à la suite de la mort d’Alain Ier de Bretagne (907), Foulques Ier d'Anjou reçoit le comté de Nantes. Il est chargé de lutter contre les Normands et les Bretons. Néanmoins Nantes est prise par les Normands en 914. Malgré cette razzia normande, Foulques Ier conserva le titre de comte de Nantes. Mais celui-ci ne fut définitivement reconnu qu’en 930, en même temps que son titre de comte d'Anjou, quand son suzerain Hugues le Grand le qualifia comme tel dans une de ses chartes. Foulques Ier passa la plus grande partie de sa vie à combattre les raids vikings. Le comté de Nantes resta sous l'influence des comtes d'Anjou puis passa sous la domination des Plantagenêts jusqu’en 1203.
Sous Foulques II le Bon, le domaine connaît enfin une prospérité relative, surnommée la paix angevine. Il s'empare néanmoins de Montreuil-Bellay aux dépens de Guillaume Tête-d'Étoupe, comte de Poitiers, mais son acte le plus notable est la cession de Saumur au comte de Blois Thibaut le Tricheur. Ses successeurs n'auront de cesse, pendant plus d'un siècle, de faire revenir la ville dans le domaine angevin.
Geoffroy Ier Grisegonnelle, à l'opposé de son père, développe la puissance et l’influence du comté d’Anjou en reprenant les hostilités. Il arrive à arracher le Loudunais, le Mirebelais et Thouars à l'Aquitaine en 973. Il participe également à la bataille de Conquereuil aux côtés du comte de Nantes, Hoël 1er, contre Conan Ier de Bretagne, comte de Rennes. Geoffroy Ier étend le domaine angevin sur la rive sud de la Loire jusqu’aux portes de Nantes et à la limite de la rivière de la Sèvre nantaise. Il fait construire au sud de Nantes un puissant bastion au Pallet dont il reste de nos jours un immense donjon.

#### L'essor angevin

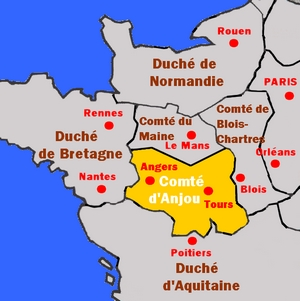
Le comté d'Anjou vers 1050.

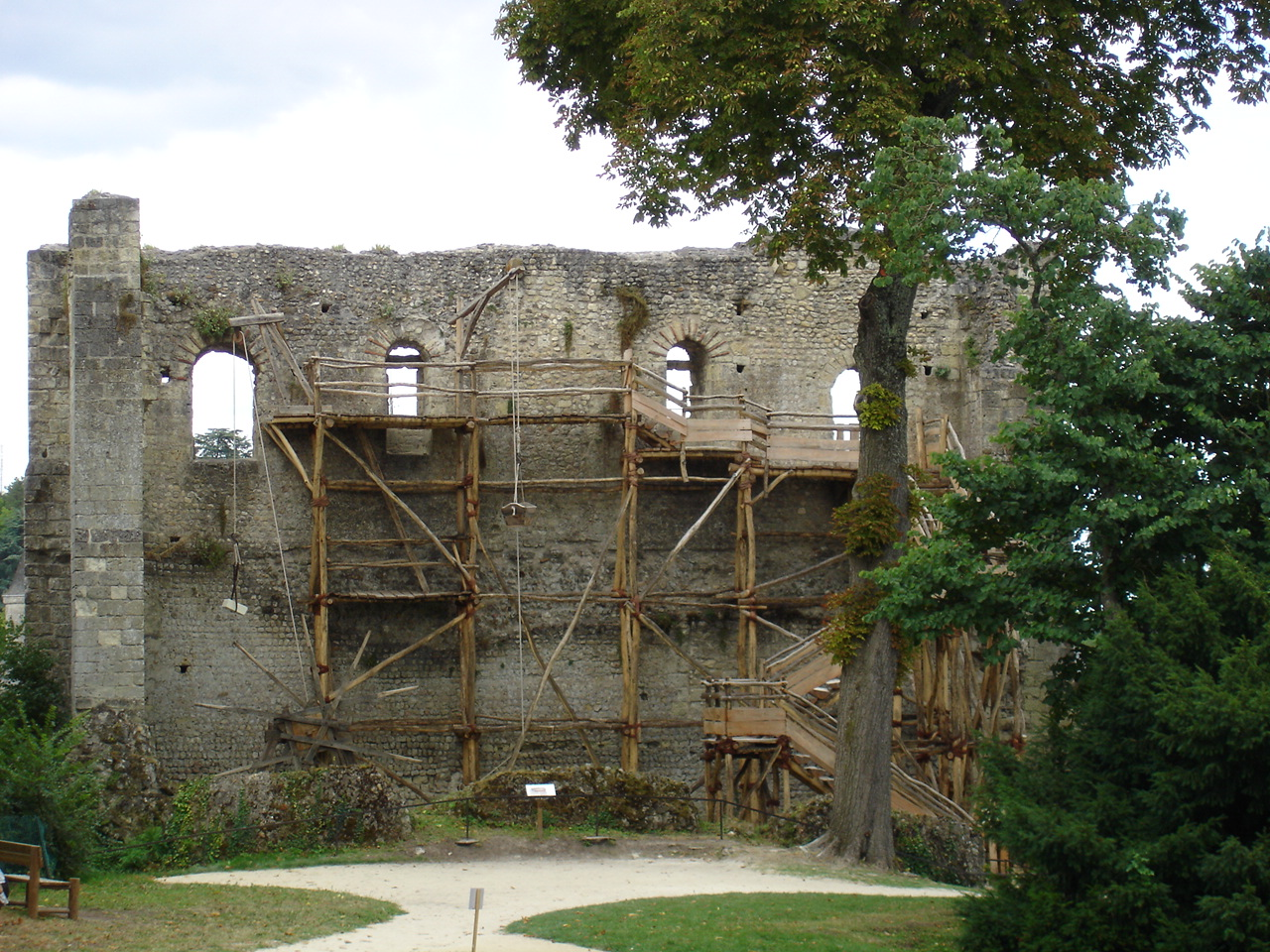
Les ruines de l'ancienne forteresse de Langeais bâtie par Foulques Nerra.

Son successeur, Foulque III Nerra, dirige le comté de 987 à 1040. En guerre ouverte avec Eudes Ier, comte de Blois, il n'aura de cesse de tenter de récupérer Saumur et d'agrandir son influence vers l'est, sur Tours. Après une tentative ratée de Conan le Tort, comte de Rennes, de s'emparer de Nantes, le roi de France, Hugues Capet confirme les possessions angevines sur l'Outre-Maine. Foulque fortifie alors ses positions en Touraine, entre autres par l'édification des châteaux de Semblançay, de Langeais, de Montbazon et de Montrésor. Il fait de même dans les Mauges, qu'il acquiert de manière plus pacifique, édifiant les forteresses de Montrevault et de Passavant-sur-Layon entre autres. Il écarte enfin la menace rennaise en tuant Conan Ier de Bretagne à la seconde bataille de Conquereuil.
Début 990, Eudes Ier, comte de Blois, lance une offensive contre la présence angevine en Touraine, et s'empare de Montbazon. Il met le siège devant le château de Langeais où s'est réfugié Foulque, mais l'arrivée du roi Hugues Capet au secours de l'angevin met fin à son entreprise. À la mort d'Eudes, Hugues Capet, allié de Foulque, arbitre en sa faveur : il récupère alors Montbazon et occupe Tours.
Mais la mort d'Hugues Capet redistribue les alliances. Robert le Pieux, épris de Berthe de Bourgogne, veuve d'Eudes, reprend à son compte la cité de Tours et celle de Langeais à Foulques Nerra, rompant ainsi l’alliance angevine, fidèle soutien du feu roi Hugues Capet. Au lieu de tenter un conflit ouvert avec le roi de France, Foulque va dénoncer la consanguinité de l'union entre Robert et Berthe qui les forcera à se séparer en 1003. Foulque reprend alors son offensive en Touraine. En 1005, il construit le château de Montrichard, puis le château de Trèves en vue de prendre Saumur, toujours possession de Blois. En 1017, il érige la forteresse de Montboyau qui permet alors d'isoler Saumur de Blois. Eudes II, comte de Blois tente alors de reprendre l'avantage en Touraine, mais échoue à Montrichard face à l'alliance de l'Anjou et du Maine. En 1025, il lance une nouvelle offensive sur Montboyau. Les hommes de Saumur viennent lui prêter main-forte. Foulque Nerra profite de ce que la ville est dépourvue de défense pour la prendre, et la mettre à sac (afin de se racheter de cet acte, il fait construire l'abbaye du Ronceray). Le comte de Blois, en échec à Montboyau, tente alors de prendre Amboise, allié de l'Anjou, puis tente de reprendre Saumur. À la fin de la guerre, Eudes II cède Saumur contre la destruction de Montboyau.
Entre-temps, Foulques Nerra organise l'Anjou en nommant le premier sénéchal d'Anjou, Lisois d'Amboise désigné en 1016. Par la suite, les sénéchaux angevins, obligés de suivre leurs maîtres à la guerre, nommèrent à leur tour des substituts qui devinrent baillis, puis juges ordinaires et enfin lieutenants-généraux civils pour les sénéchaussées de l'Anjou.
Le fils de Foulques Nerra, Geoffroy II Martel, achève la conquête de la Touraine aux dépens du comte de Blois. En 1044, il mène une campagne qui verra la défaite du parti blésois, et la prise de Tours, but ultime, par les Angevins . Il se tourne ensuite vers le comté du Maine. Depuis les années 1030, le territoire est en proie aux influences étrangères : angevine, blésoise et normande. À la mort du comte Hugues IV du Maine, Geoffroy profite de la minorité du jeune Herbert II pour s'arroger l'administration du comté. Ce faisant, il se heurte à Guillaume le Bâtard, duc de Normandie, dont l'influence grandit à mesure que son duché monte en puissance. En 1052, avec l'appui du roi de France, Henri Ier, il chasse les Angevins, sans détruire complètement leur influence sur le Maine. Mais le rapport de force se retourne, la puissance du duché de Normandie devenant gênante pour le roi de France. Il s'allie alors avec Geoffroy afin de chasser Guillaume du Maine, mais l'alliance franco-angevine ne parvint pas à bout des forces normandes.

#### La crise châtelaine
À sa mort, Geoffroy ne laisse pas de fils. Il partage donc ses possessions entre ses deux neveux : Geoffroy III le Barbu a la meilleure part, l'Anjou et la Touraine, tandis que Foulque IV le Réchin reçoit la Saintonge et la seigneurie de Vihiers.
En 1061, Guillaume VIII, duc d'Aquitaine occupe la Saintonge, mais Geoffroy et Foulque le battent à Chef-Boutonne et Foulque récupère la Saintonge, cependant pour peu de temps, car Guillaume la reprend l'année suivante et chasse l'armée de Foulque.
Ne voulant se contenter de la seigneurie de Vihiers, il prend la tête de l'opposition baronniale contre son frère, lorsque celui-ci s'empêtre dans une dangereuse lutte contre le clergé. Il gagne facilement à sa cause quelques-uns des plus puissants vassaux de Geoffroy le Barbu, son frère, abandonné déjà par le clergé et excommunié par le légat papal : il s'empare de Saumur le 25 février 1067, puis marche sur Angers le mercredi saint 4 avril 1067. Grâce à la trahison de Geoffroy de Preuilly, de Renaud II de Château-Gontier, de Giraud de Montreuil et du prévôt d'Angers, nommé Robert, s'empare de la personne de Geoffroy et le jette en prison. La punition des traîtres ne se fait pas attendre. Foulque Réchin ne put ou ne voulut pas préserver ses affidés de la vengeance populaire. Le lendemain jeudi saint, une émeute terrible soulève la ville : Renaud de Château-Gontier, Geoffroy de Preuilly, Giraud de Montreuil, sont massacrés ; le prévôt, appréhendé à son tour, a bientôt après un sort semblable.
Après une courte réconciliation avec son frère, le combat reprend, et Foulque le capture, le dépose et l'emprisonne à nouveau à Chinon.
Certains de ses nouveaux vassaux, parmi lesquels Sulpice II d'Amboise, contestent son titre, il aura toujours affaire à une opposition en Anjou, où s'installe l'anarchie féodale. Pour s'assurer du soutien du roi Philippe Ier, il lui cède le Gâtinais. Il doit soumettre un par un ses vassaux turbulents, n'hésitant pas à prendre et incendier des châteaux.
Pour résister au duc de Normandie Guillaume le Conquérant, il conclut plusieurs alliances, mariant sa demi-sœur Hildegarde à Guillaume VIII d'Aquitaine et sa fille Ermengarde d'Anjou au duc de Bretagne Alain Fergent. Il soutient aussi les barons du Maine en révolte contre le duc de Normandie.
Il a avec l'archevêque de Tours une querelle qui faillit le faire excommunier; mais ses libéralités lui assurent l'indulgence des commissaires nommés par le pape pour examiner sa conduite. Bertrade de Montfort, sa femme, lui est enlevée par Philippe Ier, roi de France. Il doit aussi combattre la révolte de son fils Geoffroy IV Martel, qui, plus tard, en commis du comté, est tué au siège de Candé en 1106. Après une domination politique reconnue de quarante-et-une années, il meurt à Angers en 1109.

#### Montée en puissance d’une principauté
À la fin du règne de Foulque le Réchin, l'Anjou se trouve affaibli. Le Gâtinais a été donné au roi de France, le Maine est sous domination bretonne, la Touraine s'émancipe. De plus, l'agitation des vassaux continue de plus belle.
Fils de Foulque le Réchin, Foulque V le Jeune devient comte du Maine et d'Anjou en 1109. Il soumet les vassaux rebelles, prenant les châteaux de Doué et de l’Isle-Bouchard (1109), de Brissac (1112), de Montbazon (1118) et de Montreuil-Bellay (1124). Il réprime également les tentatives d’indépendances des bourgeois, freine les mouvements d’émancipation communale et se fait obéir de la féodalité ecclésiastique.
Juste après son avènement, il épouse Erembourg, fille et héritière d'Hélie de Beaugency, comte du Maine. Ce mariage rattache définitivement le Maine à l'Anjou, mais le contraint à mener une politique louvoyante entre Henri Ier Beauclerc, roi d'Angleterre et duc de Normandie, et Louis VI le Gros, roi de France.
Mais son action ne se limite pas à une politique intérieure, et il intervient dans le conflit qui oppose les héritiers de Guillaume le Conquérant. Il s’allie au roi Louis VI le Gros, reçoit en échange la charge de sénéchal et soutient avec son roi la cause de Guillaume Cliton, prétendant au duché de Normandie contre son oncle Henri Ier Beauclerc, roi d’Angleterre. En 1112, l’aide de Louis VI lui permet de conserver le Maine envahi par Henri Beauclerc. En 1113, il se rapproche du roi anglais et fiance sa fille Mathilde à Guillaume Adelin, fils d’Henri Beauclerc. En 1116, il revient à l’alliance capétienne et combat Thibaut IV de Blois, neveu d’Henri et ennemi de Louis VI, puis participe à la campagne de Louis VI en faveur de Guillaume Cliton et contre Henri. La mort au combat du comte Baudouin VII de Flandre (1119), autre soutien de Guillaume Cliton, incitent Louis et Foulque à conclure un accord avec Henri Beauclerc, et Guillaume Adelin épouse Mathilde.
Foulque profite de cette paix pour effectuer un pèlerinage à Jérusalem qu’il atteint en mai 1120 et où il se fait apprécier par sa valeur, son courage et sa piété. Quand il rentre en Europe, il apprend que Guillaume Adelin était mort le 25 novembre 1120 dans le naufrage de la Blanche-Nef, et qu’Henri Beauclerc refuse de rendre la dot. Foulque soutient de nouveau les prétentions de Guillaume Cliton, qu’il marie en 1123 à sa seconde fille Sibylle et lui donne le Maine en dot, mais le pape intervient et annule le mariage le 26 août 1124.

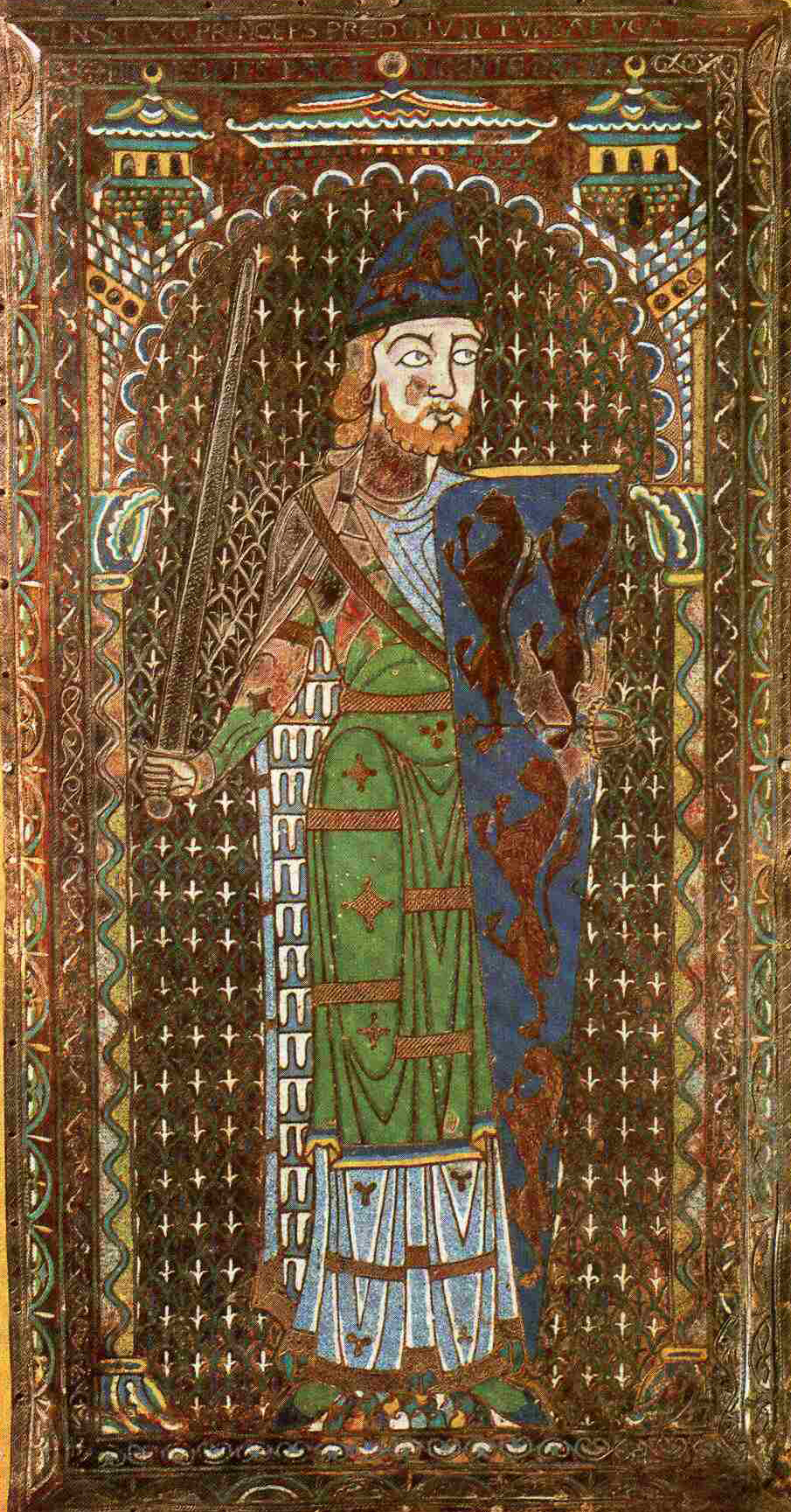
Émail Plantagenêt, effigie funéraire de Geoffroy V d'Anjou, vers 1160. Musée d'archéologie et d'histoire du Mans.

Foulque n’en continue pas moins à soutenir Guillaume Cliton, mais la situation change encore en 1127. D’une part, Charles le Bon, comte de Flandre est assassiné le 2 mars 1127, et Guillaume Cliton, petit-fils de Mathilde de Flandre et beau-frère de Louis VI le Gros par son second mariage, revendique le comté de Flandre. D’autre part, Mathilde, l’unique enfant légitime d’Henri Beauclerc, veuve de l’empereur du Saint-Empire Henri V depuis 1125, est reconnue héritière du royaume d’Angleterre par son père qui propose sa main à Geoffroy V, fils aîné de Foulques. L’accord est rapidement conclu et le mariage est célébré au Mans le 17 juin 1128, jetant ainsi les bases de l’empire plantagenêt. Trois mois plus tôt, le 31 mai 1128, Foulque avait pris la croix et, après une dernière visite à Fontevrault où s’était retirée sa fille Mathilde, veuve de Guillaume Adelin, confie tous ses domaines à son fils et part définitivement en Terre sainte, au début de l’année 1129,.
Quand le roi Henri Ier d'Angleterre mourut en 1135, laissant son trône sans héritier mâle, le cousin de Mathilde, Étienne de Blois, s'empara du trône d'Angleterre et du même coup du duché de Normandie. Pendant que son épouse tournait son attention vers l'Angleterre, Geoffroy concentra la sienne sur la conquête de la Normandie. Après une vaine tentative en 1135, il entama à partir de 1136 une conquête systématique qui allait durer onze ans. Il fait hommage au roi Louis VI pour le duché, hommage qu'il renouvelle auprès du nouveau roi Louis VII en 1141. Il est maître de Caen, Bayeux, Lisieux, Falaise en 1141. Avranches tombe en 1143 et Arques en 1146.
Avec ces possessions, Geoffroy devient le plus puissant vassal du roi de France. Les rentrées annuelles du trésor normand sont alors évaluées à 260 000 livres tournois, soit autant que le trésor royal. Malgré le titre ducal, il semble que Geoffroy considère alors la Normandie comme une dépendance de L'Anjou. Alors que le denier angevin circulait en Normandie, il fait fermer les ateliers monétaires de Bayeux et Rouen.
Geoffroy réprima aussi trois révoltes de barons en Anjou, contre le vicomte de Thouars Aimery VI en 1129, 1135 et 1145-1151. Il faudra trois ans de siège, à partir de 1148, pour que ne tombe la place de Montreuil-Bellay. La menace de rébellion ralentit son avance en Normandie, et semble être une raison de sa non-intervention outre-Manche.
Dans les dernières années de sa vie, il consolida son contrôle sur la Normandie en réformant l'administration du duché et en 1150, il associa Henri à son gouvernement.

#### L'Empire Plantagenêt

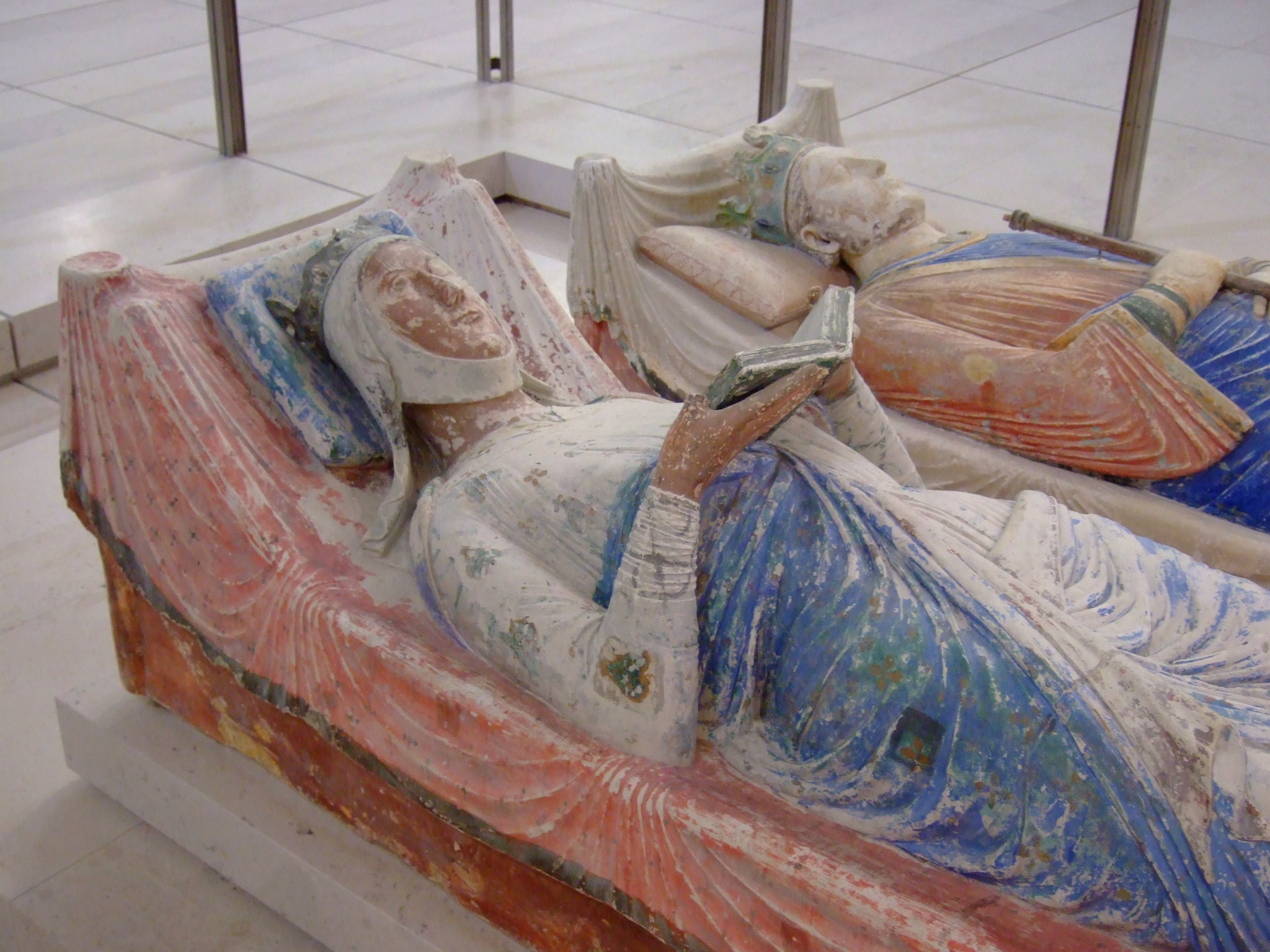
Gisants d' et d'Aliénor à Fontevraud-l'Abbaye.

L'Empire Plantagenêt en 1154.

Leur fils Henri II réunit sous son autorité l’Angleterre, la Normandie, l’Anjou et leurs dépendances ainsi que l’Aquitaine par son mariage avec Aliénor, l’épouse répudiée du roi de France Louis VII. Ce fut l’origine de la rivalité séculaire des royaumes d'Angleterre et de France. Henri II ajouta à ses possessions la Bretagne qu'il contrôla militairement et à qui il donna pour duc son fils encore enfant Geoffroy II.
L'Anjou est alors le centre de l'Empire Plantagenêt, qui inclut l'Angleterre, le Maine, la Touraine, le Vendômois, le Berry, l'Aquitaine. L'ampleur de ce territoire, qui chevauche la Manche, oblige Henri II Plantagenêt à disposer de représentants au sein de chaque État qu'il contrôle. En Anjou, il s'en remet au sénéchal. À partir de 1165, c'est ce personnage qui préside la curia comtale. Son pouvoir grandit : il acquiert bientôt un « domaine » propre prélevé sur celui du comte. Il reçoit en 1187 la garde du Trésor conservé à Chinon puis la garde des châteaux (1199).

#### L’insertion dans le domaine royal capétien
Toutefois l'Anjou n'en continuait pas moins de relever de la couronne de France. À cette époque, l'Anjou fut confisqué à Jean sans Terre qui avait fait périr son neveu Arthur, dernier héritier du comté. C'est le roi de France Philippe Auguste qui brise la puissance de l'Empire Plantagenêt par la double victoire de Bouvines et de la Roche-aux-Moines en 1214. La perte des territoires en France continentale, définitive avec la défaite de Jean sans Terre à la Roche-aux-Moines, près d'Angers, face au futur Louis VIII, fait de l'Angleterre désormais le centre des Plantagenêts. Le traité de Paris, en 1259, effectua le rattachement de l'Anjou au royaume de France.
En 1226, le roi de France Louis VIII meurt et laissa par testament l'Anjou ainsi que le Maine en apanage à Charles Ier d'Anjou (1227-1285), qui fonda la seconde dynastie angevine. Charles conquiert l'Italie méridionale et se fait couronner roi de Sicile et de Naples. Mais les difficultés arrivent très vite et débouchent sur les dramatiques Vêpres siciliennes en 1282 au cours desquelles furent massacrés des milliers de Français dont de nombreux Angevins.
En 1290, Marguerite, fille de Charles II d'Anjou, roi de Naples et de Jérusalem, comte d'Anjou, du Maine et de Provence, et de Marie de Hongrie, apporta l'Anjou et le Maine en dot à Charles de France, comte de Valois, dont le fils, devenu roi de France sous le nom de Philippe VI, réunit ces deux provinces à la couronne.

### Le duché d'Anjou
En 1360, le roi Jean II le Bon érigea l'Anjou en duché, et le donna pour apanage à son second fils Louis. Louis prend le titre de roi de Sicile le 30 août 1383, le titre royal de Naples étant « roi de Sicile et de Jérusalem ». Il meurt en 1384 à Bari, sans avoir obtenu de résultat décisif contre son compétiteur Charles de Durazzo, qui conserve le pouvoir effectif.

#### L'Anjou dans la guerre de Cent Ans

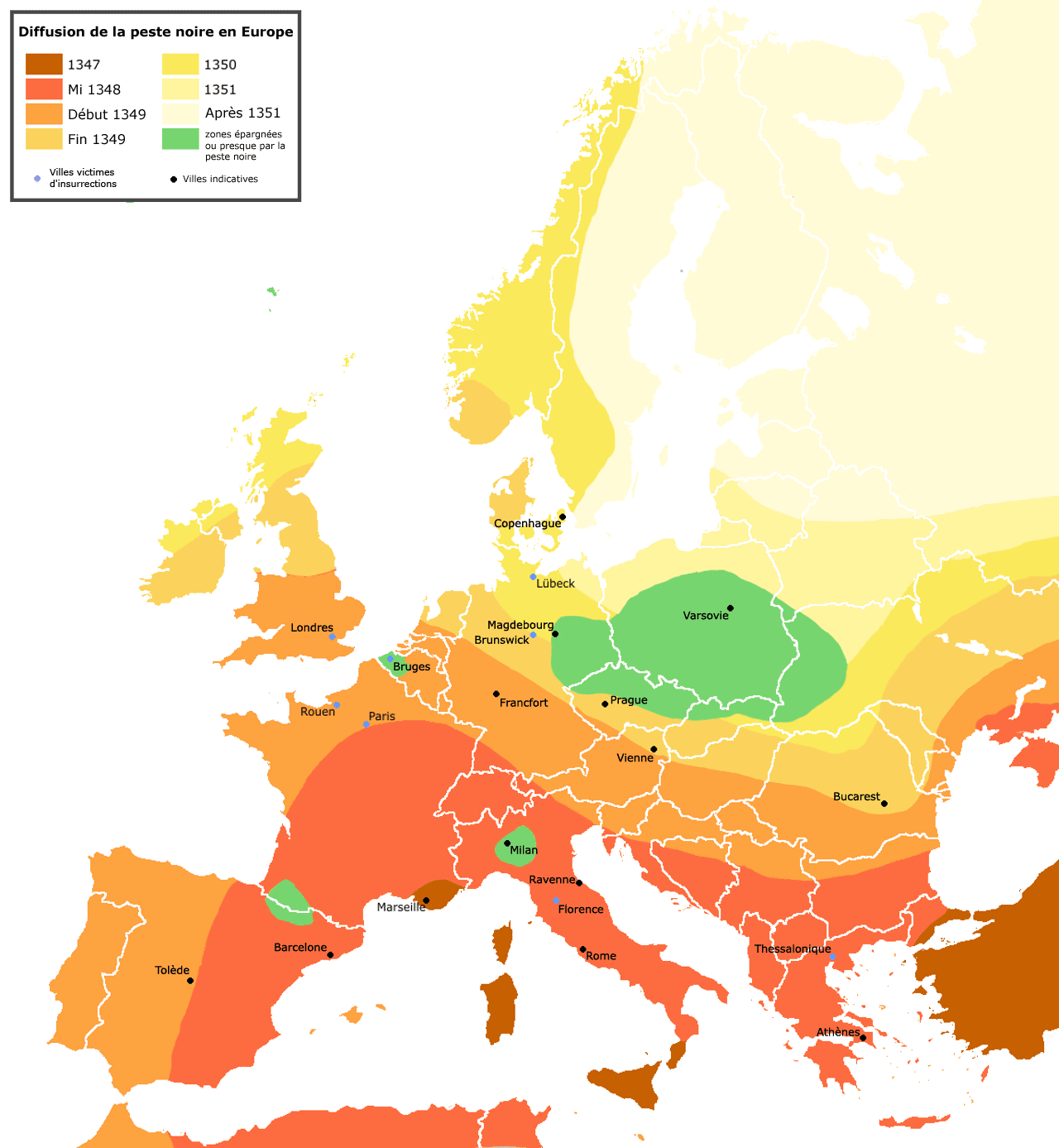
Carte de diffusion de la peste noire.

Dans la seconde moitié du XIVe siècle, l'Anjou entre, en même temps que l'Europe occidentale, dans une phase de crise. Les famines se firent plus nombreuses, affaiblissant une population déjà sans hygiène, préparant ainsi un terrain propice au développement des épidémies meurtrières. La peste noire fit son apparition en France à la fin de l'année 1347. Elle se propage rapidement, et en novembre 1348, elle se déclare à Angers, dans le quartier de la Doutre, au couvent des Augustins pour s'étendre par la suite à l'ensemble de la province.
Pour ajouter au malheur de la population angevine, le conflit entre Capétiens et Plantagenêt prend soudainement un tour dramatique avec la déclaration de la guerre de Cent Ans en 1337. Mais pour l'Anjou, la guerre reste encore loin de ses frontières, d'autant plus que la Guerre de succession de Bretagne bat son plein. Philippe VI, roi de France, soutient la maison de Blois à la succession du duché de Bretagne. Il réunit 7 000 mercenaires génois à Angers pour le 26 septembre 1341 et quitte Angers début octobre 1341. Il bouscule Jean de Montfort à L'Humeau, puis assiège Nantes où il s’est réfugié. Il enlève la forteresse de Champtoceaux qui, sur la rive gauche de la Loire, verrouille l'accès de Nantes. Le parti de Montfort va alors demander de l'aide au roi d'Angleterre, qui va envoyer dès 1342 une partie de ses troupes en Bretagne. Une fois la trêve de Malestroit signée, Croquart, capitaine à la solde des Anglais, décide de mener ses bandes en Anjou, qu'il dévaste en 1348 alors que deux ans plus tôt, la noblesse angevine avait souffert à la bataille de Crécy. Les nobles angevins souffrent une nouvelle fois lors de la bataille de Poitiers en 1365, au cours de laquelle Jean II le Bon est fait prisonnier.

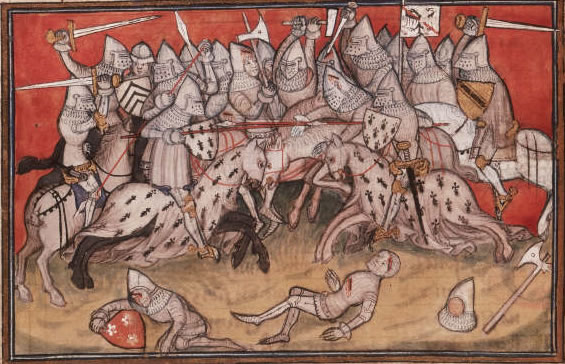
La bataille d'Auray, d'après la Chronique de Bertrand Du Guesclin par Cuvelier.

La France glisse vers l'anarchie, et en 1357, des bandes de routiers et de tard-venus dévastent la province, et s'emparent de l'abbaye de Louroux qu'ils pillent. Ils fortifient ensuite l'édifice religieux afin de s'en servir comme retranchement pour mener des raids dans le territoire angevin.
Début 1361, Bertrand Du Guesclin et Guillaume Ier de Craon se rendent à Juigné-sur-Sarthe pour y combattre Hugues de Calveley. En plein milieu du combat, Guillaume et 80 de ses hommes d'armes perdent pied et s'enfuient, laissant Du Guesclin se faire prendre avec ses hommes. Dans le même temps, pour honorer le traité de Brétigny, Louis Ier, duc d'Anjou et du Maine, se rend en Angleterre comme otage. Il s'en évade trois ans plus tard, lève une armée dans ses territoires et part en Guyenne combattre les Anglais. En 1363, La Flèche est prise par les Anglais. En 1365, la bataille d'Auray met un terme à la Guerre de Succession de Bretagne, désœuvrant de nombreux mercenaires qui vont alors s'abattre sur l'Anjou désarmé. En 1368, 500 Anglais déguisés en paysans entrent dans la ville de Château-Gontier un jour de marché, et s'en emparent, ainsi que plusieurs villages aux alentours.
L'Anjou va dès lors voir les affrontements armés se multiplier. En 1369, Jean Chandos s'avance avec plus de 500 hommes, pillant la région et ses abbayes sans rencontrer de résistance. Juste après son départ, le comte de Pembroke s'abat à son tour sur l'Anjou avec 300 chevaliers, recrutant les retardataires de l'armée de Chandos, pillant les champs et rançonnant les villages que Chandos avait épargnés. Pembroke revient une seconde fois avec Hugues de Calveley et avec plus de 2 000 hommes ainsi que du matériel de siège dans le but de faire main basse sur les villes du duché. L'armée anglaise arrive bientôt à Saumur, où elle se fait repousser, non sans avoir dévasté les environs. Hugues de Calveley rallie alors les troupes anglaises, et s'empare en 1370 de l'abbaye de Saint-Maur qu'il convertit en forteresse. Disposant d'une base stable, Hugues s'empare des Ponts-de-Cé et peut alors contrôler le trafic fluvial sur la Loire. Dans le Saumurois, les bandes anglaises de Calveley prennent la seigneurie de Trèves, mais échouent à plusieurs reprises à prendre l'abbaye de Saint-Florent. Les sentinelles d'Angers ne quittent plus les murs du château : alors que les bandes de Calveley pillent le sud et l'est du duché, Knolles campe sur la Marche Anjou-Bretagne, à l'ouest.

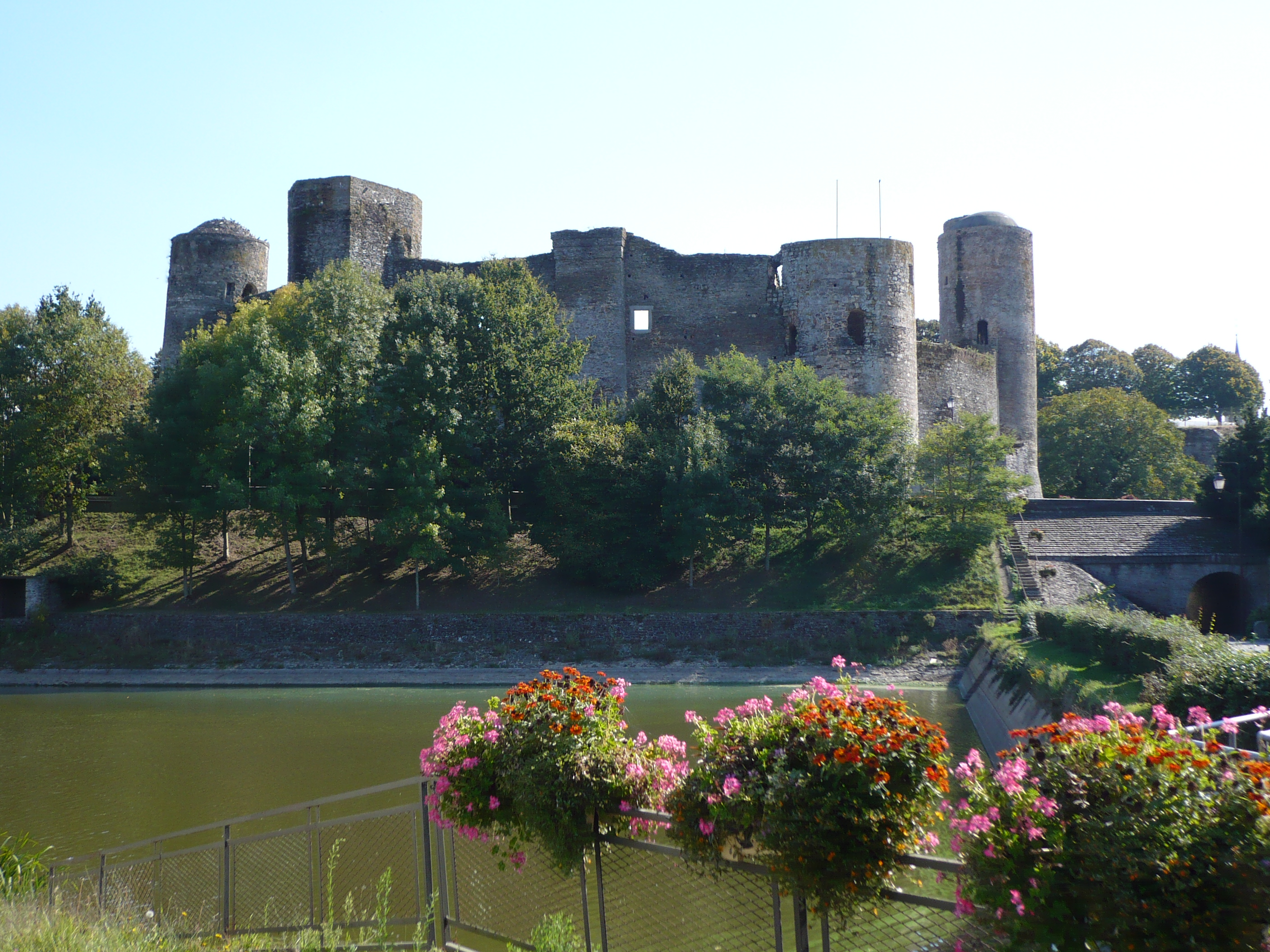
Château médiéval de Pouancé, assiégé à deux reprises pendant la guerre de Cent Ans.

Mais l'hégémonie des Anglais touche à sa fin. Le 11 novembre 1370, Du Guesclin chasse les Anglais à la bataille de Pontvallain. Robert Knolles doit alors quitter précipitamment l'abbaye du Louroux, qu'il tenait toujours. Du Guesclin profite de sa lancée et chasse les Anglais de Saint-Maur, avant de continuer vers le sud. Les Anglais tentent une dernière manœuvre en lançant une attaque sur Angers et Saumur en 1372, sans succès. L'Anjou, débarrassé des Anglais, goûte à sa première relative accalmie depuis trente ans.

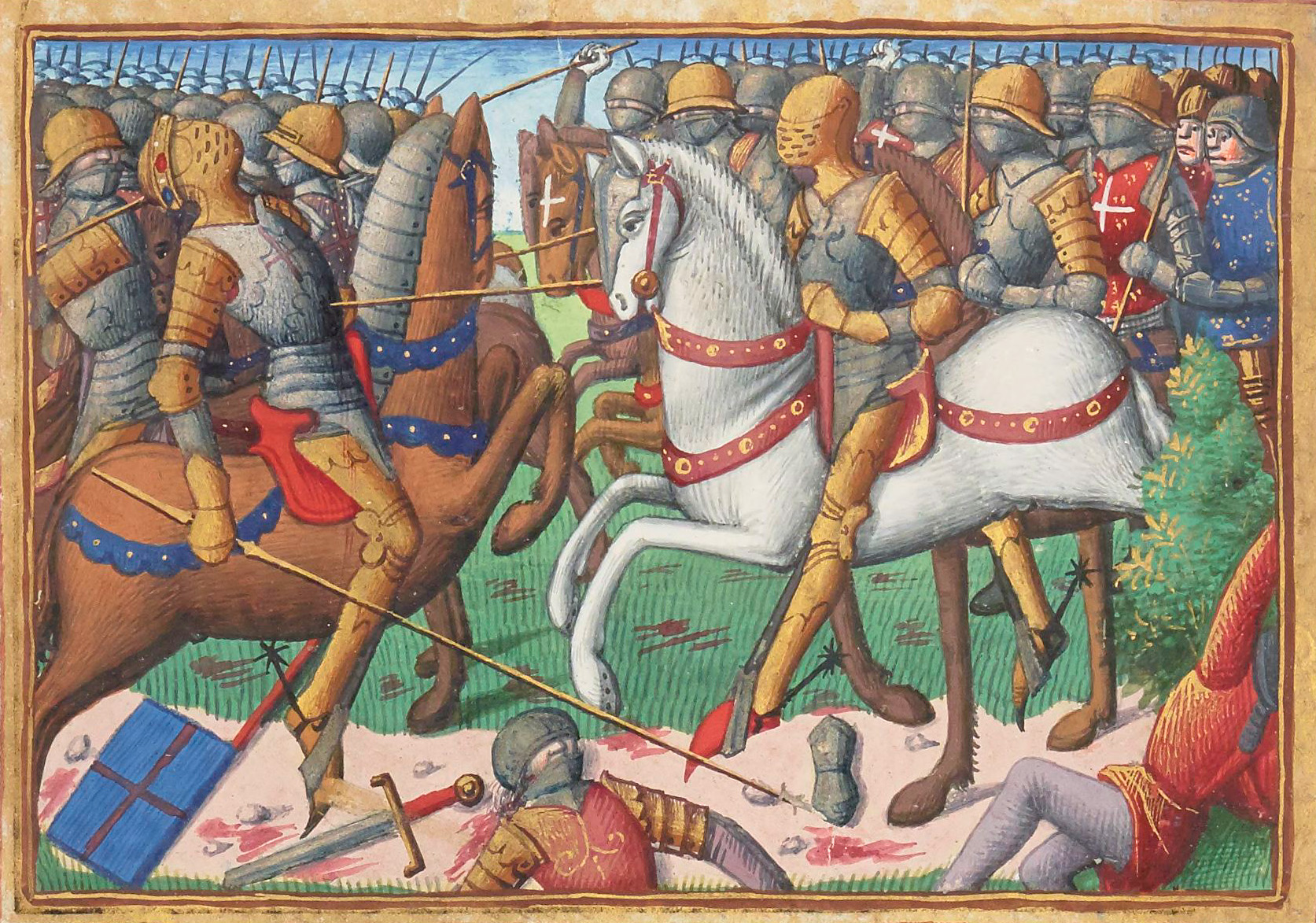
La bataille de Baugé.

Les hostilités reprennent en 1412. Thomas de Lancastre, duc de Clarence, débarque en France, et traverse l'Anjou, avant que la noblesse française ne soit décimée à la bataille d'Azincourt, menant au Traité de Troyes. Cependant, Yolande d'Aragon, en l'absence de son fils Louis III parti en Italie, refuse le traité et prend la tête de la résistance française. Les Anglais vont alors tenter de briser l'Anjou en s'emparant du Maine. En 1419, ils sont au Lude, en 1420, Champtoceaux tombe sous le coup des Bretons, qui rasent la forteresse. Le duc de Clarence rassemble alors une armée et s'avance en Anjou. Yolande demande l'aide de Charles VII, roi de France. L'armée franco-écossaise écrase l'armée de Clarence à la bataille de Baugé. Le duc de Clarence lui-même y laisse la vie. Mais la guerre ne s'arrête pas là : les Anglais tiennent toujours le Maine, et lancent des raids dans le Haut-Anjou. En 1422, Lord Poole attaque Segré et Chatelais avant d'être arrêté par une armée angevine. En 1427, Saint-Laurent-des-Mortiers est occupé. Un certain nombre de seigneurs angevins vont ensuite se battre du côté de Jeanne d'Arc entre 1428 et 1430, tel que Gilles de Rais ou Jean II d'Alençon. Ce dernier va à nouveau combattre les Anglais, alliés à son oncle, le duc de Bretagne, lors du siège de Pouancé en 1432, qui ravage tout le Haut-Anjou. Les Anglais tentent vainement de prendre Angers en 1434, puis lancent une ultime chevauchée en 1443. Le duc de Sommerset tente de traverser le duché, prend Saint-Denis-d'Anjou et s'installe dans l'abbaye Saint-Nicolas qu'il doit quitter après qu'une salve d'artillerie du château d'Angers ait tué un de ses capitaines. Sommerset tente alors de prendre le château de Pouancé pendant trois semaines, en vain, avant de se diriger vers la Bretagne.
Cette chevauchée sera la dernière tentative anglaise sur le sol angevin. Les campagnes de l'Anjou se libèrent petit à petit des bandes de soudards et de routiers. Pierre de Brézé, sénéchal d'Anjou, de Poitou et de Normandie, va concourir à libérer le reste du royaume. Le Maine est évacué en 1448, évacuation suivie de la victoire de Castillon en 1453 qui scelle la fin de la présence anglaise sur la plupart du territoire de France.

#### Le Roi René et la Renaissance angevine

Possessions de la maison capétienne Anjou-Valois au XVe siècle : comprenant le duché d'Anjou allant de Laval au nord à Châtellerault au sud, incluant le comté du Maine et la Provence.

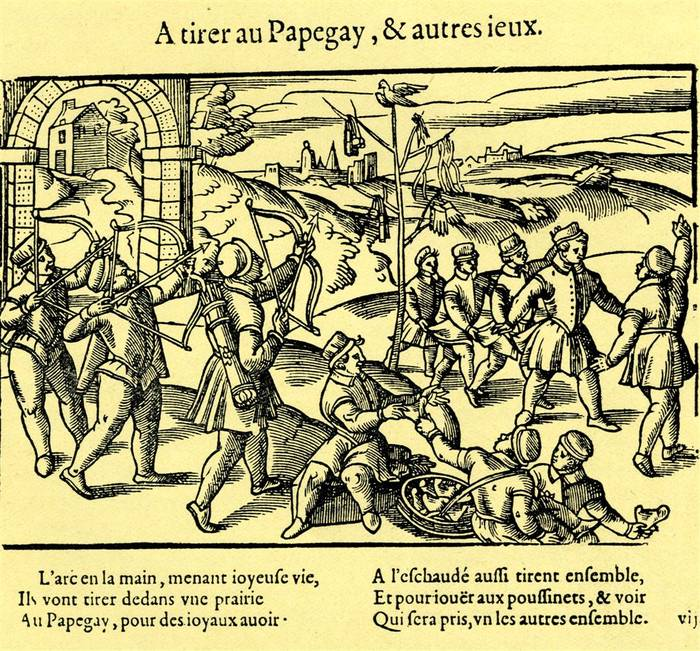
Le jeu du papegai en Anjou à la Renaissance.

À la fin de la guerre, la situation de l'Anjou n'est guère enviable, sans que la province ne soit une des plus touchées et des plus meurtries. Mais les effets conjugués de la guerre, de la peste et des famines chroniques ont affecté l'économie et la démographie angevine. Les campagnes sont en partie désertées, les paysans s'étant réfugiés dans les villes closes, à l'abri des murailles. En 1450, plusieurs centaines de miséreux se massent toujours dans les faubourgs d'Angers. Les champs sont en friches, le vignoble est dans un piètre état, et certaines des abbayes les plus renommées ont été dévastées.
René d'Anjou et ses contemporains vont insuffler un nouveau dynamisme à la province. Le Roi René notamment s'entoure d'artistes renommés, et se crée ainsi une cour littéraire et savante. En Anjou, il va réaménager les châteaux d'Angers et de Saumur. Il va également reconstruire le château de Baugé, délaissant totalement l'architecture défensive au profit d'une demeure de plaisance, comme il va le faire en divers lieux du Duché. D'autres nobles vont également être instigateurs de cette évolution architecturale qui voit notamment la construction du Plessis-Bourré, du château de Montsoreau, du château du Lude ou de celui du Plessis-Macé. Ces constructions civiles, considérées comme des châteaux de transition, préfigurent la splendeur de la Renaissance et du Val de Loire.

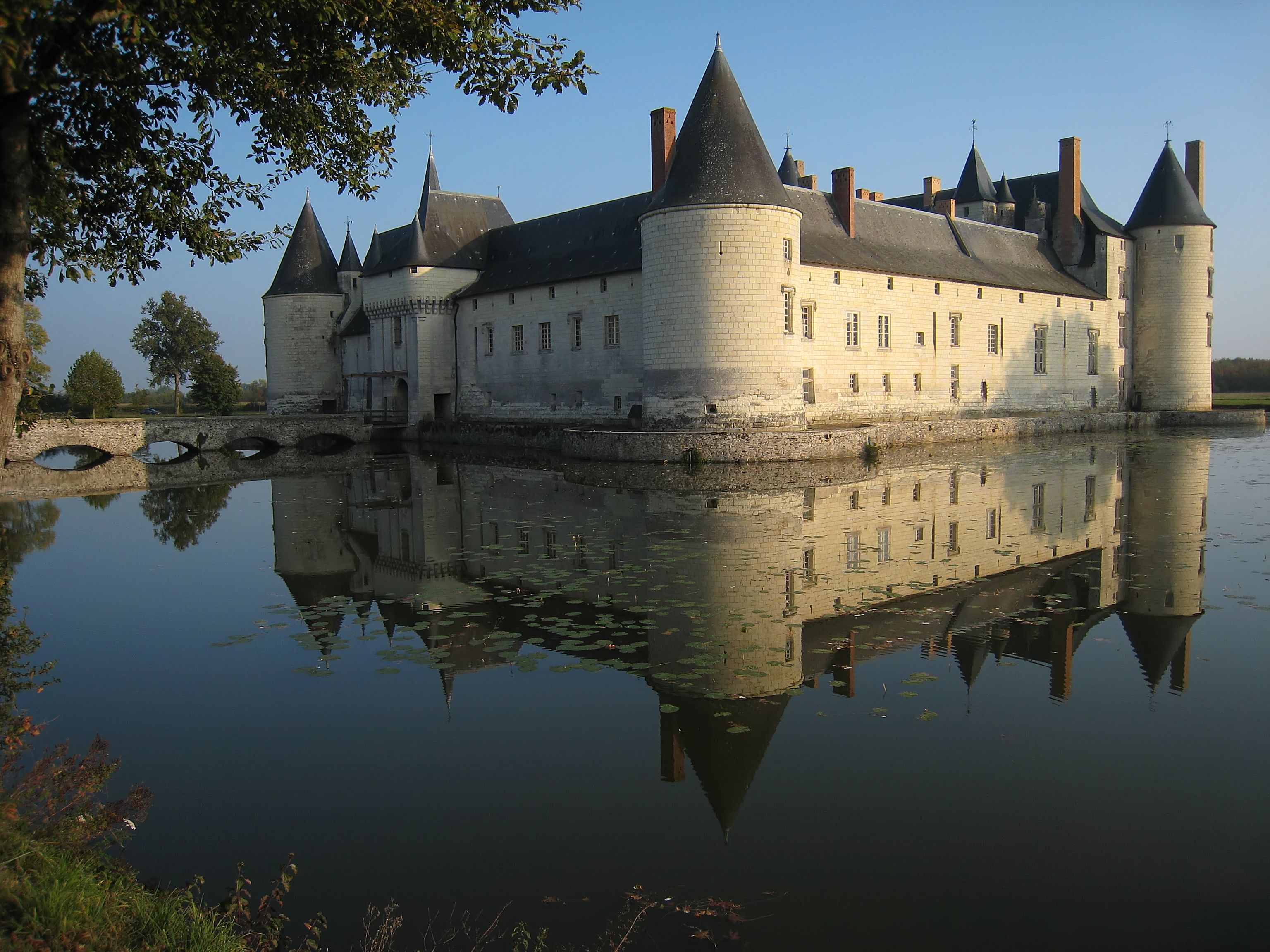
Château du Plessis-Bourré, exemple de l'architecture de transition angevine.

L'économie angevine fut fortement stimulée par ces chantiers de construction ou de reconstruction. Les carrières d'ardoises ou de tuffeau profitent d'une demande de plus en plus grande, encouragée par les chantiers de René ou de Jean Bourré. L'industrie textile bénéficie de l'arrivée de tisserands normands, les foires et marchés sont à nouveau fréquentés, l'élevage se développe, les échanges sur la Loire se multiplient. Cherchant à mettre en valeur leurs terres qu'ils avaient abandonnées pendant la guerre, les nobles et le clergé développent le métayage, bientôt imités par les bourgeois et les officiers, participant ainsi au renouveau des campagnes. Ces derniers cherchent de plus en plus à s'émanciper du pouvoir féodal et tiennent des conseils urbains à Angers. Ils voient leur volonté appuyée par le roi de France qui créé le 25 juillet 1474, la mairie d'Angers.
L'université d'Angers, créé en 1364, se voit reconnue officiellement par le pape en 1432, bien qu'elle clame depuis 1410 son indépendance vis-à-vis de l'évêché d'Angers. En plus du droit civil et du droit canon, l'Université se dote au XVe siècle d'une faculté de médecine, de philosophie et de théologie. L'afflux d'étudiants, l'ouverture de nouveaux collèges, puis l'introduction de l'imprimerie vont la pousser à s'installer dans de nouveaux bâtiments en 1477, et ainsi contribuer à faire d'Angers un centre intellectuel d'importance.
Cependant, le XVe siècle n'épargne pas l'Anjou pour autant. Plusieurs disettes sévissent, en 1472, 1483, 1498. La peste n'est pas éradiquée et revient ponctuellement ravager certaines parties du duché (1427-1440, 1463). Une insurrection populaire, la Tricotterie agite même Angers en 1461, prenant sa source dans la misère et la fiscalité du duché. Malgré la croissance, l'Anjou devra néanmoins attendre le début du XVIe siècle pour renouer avec sa puissance économique et démographique d'avant la Guerre de Cent Ans.

#### L'intégration au domaine royal

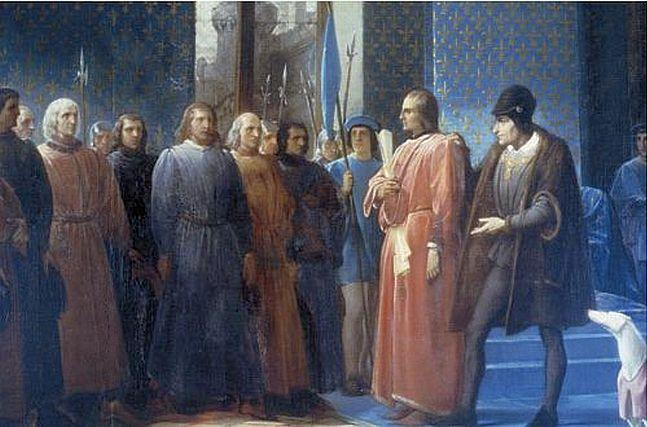
Remise de la charte aux bourgeois de la ville d'Angers par le roi de France Louis XI en 1474, par Jules Dauban (1901).

Le Roi René entre bientôt en conflit avec le Roi de France, Louis XI, son propre neveu. À la suite de la mort de son fils Jean II en 1470, puis de celle de son petit-fils Nicolas, René réorganise sa succession. Louis XI dénonce ce testament : en l'absence de descendance mâle directe, l'apanage angevin doit revenir au royaume de France. En 1474, Louis XI se rend à Angers avec son armée, sous couvert d'une visite de courtoisie. René d'Anjou, qui réside dans sa résidence de chasse de Baugé, non loin d'Angers, voit arriver son neveu, le roi de France, sans se douter qu'une fois dans la cité angevine, le roi demanderait les clefs de la capitale de l'Anjou. La surprise est totale. Louis XI installe aussitôt une garnison dans le château d'Angers et en confie le commandement à Guillaume de Cerisay.
À soixante-cinq ans, le roi René ne souhaite pas commencer une guerre avec son neveu, roi de France. René lui cède l'Anjou sans combattre et se tourne vers la Provence dont il est le souverain et qu’il rejoint aussitôt. Louis XI nomme Guillaume de Cerisay, gouverneur de l'Anjou ainsi que maire de la cité d'Angers. L'Anjou cesse dès lors d'être un apanage et entre définitivement dans le domaine royal en 1480, à la mort de René.
L'entrée de l'Anjou dans le domaine royal va permettre aux rois de France de tourner leur attention sur la Bretagne, encore indépendante et dont le duc François II de Bretagne se montre ouvertement hostile au royaume. En 1468, celui-ci mène une campagne militaire avec le soutien de Jean II d'Alençon, Charles le Téméraire et Charles de Guyenne. En 1472, Louis XI s'avance en Anjou, prend Ancenis le 7 juillet, puis occupe le château de Pouancé, propriété de Jean II d'Alençon, alors emprisonné à Loches afin de faire face aux troupes bretonnes, cantonnées à La Guerche-de-Bretagne. La guerre franco-bretonne va finir par sceller le destin de la Bretagne. En 1487, le roi Charles VIII revient dans le Haut-Anjou pour assiéger La Guerche-de-Bretagne. En 1488 enfin, le 15 avril, une armée de 12 000 Français, cantonnée à Pouancé et commandée par La Trémoille, part de la forteresse angevine pour mettre le siège à Châteaubriant, qui tombe le 23. Par la suite, la bataille de Saint-Aubin-du-Cormier va mettre un terme à l'indépendance bretonne, libérant l'Anjou d'une menace armée.

## L'Époque Moderne

### Les guerres de religion

#### Prémices du conflit en Anjou
Les thèses de Luther arrivent très tôt en Anjou si bien qu'en 1523, les vicaires généraux du diocèse d'Angers menacent les personnes lisant ses écrits, interdiction que renouvelle et renforce l'année suivante l'évêque François de Rohan, menaçant les contrevenants d'excommunication et ordonnant la destruction des ouvrages incriminés.
En Anjou comme dans le reste du royaume, la Réforme protestante gagne les esprits. Cependant, l'affaire des Placards marque au niveau national la fin de la tolérance. Les partisans de la Réforme sont bientôt condamnés pour hérésie et pour rébellion envers le pouvoir royal. L'Anjou bénéficie d’abord de l’esprit de bienveillance de l'évêque Jean Olivier, mais aux Grands jours d'Angers, session extraordinaire du Parlement de Paris, à l'automne 1539, les premières condamnations sont prises à l'encontre des protestants angevins. La répression se durcit et les bûchers ne tardent pas à suivre, en 1552 à Saumur, en 1556 à Angers. Parallèlement, les réformés, de plus en plus nombreux, parmi lesquels de nombreux nobles et notables, s'organisent : en 1555, l'église calviniste d'Angers est ouverte.
C'est dans cette atmosphère tendue que se déroule la Journée des mouchoirs au cours de l'année 1560. Provocations et répressions se multiplient tout au long de cette année 1560. Les trois ordres sont invités à choisir leurs délégués aux États généraux convoqués pour décembre à Angers. Des élections ont lieu et les Protestants l'emportent dans le Tiers-État et dans la Noblesse Les catholiques protestent et demandent l'annulation des élections. La confrontation tourne à l'émeute et afin de se distinguer entre protagonistes, les Réformés Huguenots arborent un mouchoir à leur chapeau.
Le duc de Montpensier, gouverneur du Maine, de la Touraine et de l'Anjou, mis au courant de la "journée des mouchoirs", arrive bientôt à Angers, accompagné de trois compagnies de soldats. Le 24 octobre il ordonne à tous les habitants de déposer les armes. L'évêque d'Angers demande de dénoncer les réformés de la ville et ceux qui avaient pris part à la journée des mouchoirs. Plusieurs sont arrêtés, les élections sont cassées et des députés catholiques élus.
En 1567, la Ligue catholique s’organise à Angers et en 1570, Saumur devient place de sûreté protestante.
En août 1572, l'Anjou subit à son tour le massacre de la Saint-Barthélemy notamment à Angers et à Saumur.
En 1589, Duplessis-Mornay est nommé gouverneur de Saumur par le roi de France Henri III. En 1593 est fondée l’Académie protestante de Saumur.

#### L'Édit de Nantes
C'est à Angers que l'Édit de Nantes est préparé du 7 mars au 12 avril 1598 par le roi de France Henri IV qui fait d’Angers sa capitale d’un moment. Face à la Bretagne longtemps hostile au prétendant du trône, Angers, bien située aux marches du royaume, était une place forte d’importance.
En 1597, la ville d’Amiens est reprise aux Espagnols. Henri IV peut tourner toutes ses forces vers le dernier bastion de la Ligue, allié des Espagnols : le duc de Mercœur, gouverneur de la Bretagne. La situation de ce dernier n’est plus tenable : l’ensemble du royaume de France est revenu dans l’obéissance royale, par les succès militaires du roi et à sa conversion au catholicisme.
Dans les premiers jours de 1598, le roi envoie ses armées vers la Bretagne et se met en chemin par la vallée de la Loire. Des milliers de soldats convergent vers l’Anjou et Angers devient une ville de garnison.
Le sieur de La Rochepot, gouverneur de la place d’Angers, organisa avec la population et les édiles locaux, l’accueil et le séjour du roi de France.
Arrivé à Angers, Henri IV multiplie les gestes symboliques pour rallier tout à fait les catholiques d’esprit ligueur. Il se rend à la cathédrale pour entendre la messe. Il reçoit à genoux, à l’entrée de l’église, la bénédiction de l’évêque. Quelques jours après, il suit la procession des Rameaux, une palme à la main et son collier de l’ordre du Saint-Esprit sur les épaules. Henri IV lave les pieds de treize pauvres au palais épiscopal, touche les malades des écrouelles sur le parvis de la cathédrale suivant la tradition royale. Enfin il pose la première pierre du couvent des Capucins, toujours à Angers.
Pendant ce temps le duc de Mercœur envoie sa femme, Marie de Luxembourg, en compagnie de ses représentants auprès du roi de Navarre, pour négocier sa soumission (la Bretagne se soulève contre son duc et Mercœur perd plusieurs places fortes bretonnes qui rallient le roi de France, la dernière en date Dinan, dans laquelle la population, secourue par les Malouins, crie « Vive le Roi », « Vive la liberté publique »). Henri IV refuse d’accueillir la dame de Mercœur à Angers. Elle est refoulée aux Ponts-de-Cé (faubourg sud de la ville situé sur la Loire). Néanmoins elle rencontre la maîtresse du roi, Gabrielle d’Estrées. Les deux femmes se mettent rapidement d’accord pour un mariage entre la fille unique des Mercœur, Françoise avec César de Vendôme, fils naturel du roi et de Gabrielle d’Estrées. Après cette entrevue, Henri IV se laisse convaincre par sa maîtresse et accepte enfin de recevoir à Angers la femme de Mercœur, ainsi que les délégués envoyés par son mari.
Entre deux parties de chasse, Henri IV prépare la reddition du duc de Mercœur et la préparation de l’édit de pacification. Un accord est signé avec les émissaires de Mercœur le 20 mars : celui-ci renonce à son gouvernement de Bretagne moyennant une énorme somme d’argent (on parle de deux millions de livres sur les trente millions utilisés pour le rachat des Ligueurs), mais doit consentir au mariage de sa fille unique Françoise avec César de Vendôme, fils naturel du roi et de Gabrielle d’Estrées.
Le 28 mars, le duc de Mercœur rencontre Henri IV à Briollay, chez le duc de Rohan avec lequel le roi aime chasser. Mercœur se jette aux pieds du roi et jure de lui être fidèle. Duplessis-Mornay, ami fidèle d’Henri IV assiste à cette situation bien manœuvrée par Mercœur. Le roi n’est pas dupe et accepte cette soumission de bonne grâce. Il est vrai que Mercœur possède encore des forces militaires, notamment avec la présence de 2 000 Espagnols qui campent au Pellerin le long de la Loire et de 5 000 autres au Blavet sous le commandement de son allié Don Juan d’Aguila.
Mercœur s’en retourne à Nantes. Le 23 mars un impôt est levé pour couvrir les frais de réception pour l'accueil du roi de France. Entre-temps, Mercœur démobilise ses propres troupes.
Le contrat de mariage est signé au château d’Angers le 5 avril 1598.
Le roi peut alors quitter définitivement Angers pour Nantes le 12 avril, laissant son grand conseil au couvent des Jacobins d'Angers mettre la dernière main à la rédaction de l’édit qui sera signé à Nantes. Henri IV reçoit les ambassadeurs d’Angleterre et des Provinces-Unies qui tentent de le persuader de continuer la guerre contre l’Espagne, mais le roi de Navarre tient à mettre un terme à tant d’années de souffrances, de malheurs et de calamités dans son royaume, comme le rapporte Sully.
Le 2 mai 1598, la paix de Vervins est signée entre la France et l’Espagne. Le royaume récupère toutes ses possessions au Nord du pays et les troupes espagnoles quittent Le Pellerin et le Blavet.
À l’époque, l’édit n’est pas appelé « édit de Nantes », ni même « édit d’Angers » mais « édit de pacification ».

### Dans le siècle deLouisXIV
Dès le début du XVIIe siècle, la prévôté et la sénéchaussée d'Angers se partagent l'autorité administrative de l'Anjou. "Par arrêt de la Cour en décembre 1611, les lieutenant criminel et procureur du Roy en la sénéchaussée d'Anjou et siège présidial d'Angers, et les juges, lieutenants et procureur du Roy en la prévôté dudit lieu, portant règlement pour le partage de l'exercice de leurs charges. Lu et publié en l’audiance desdits sièges le mercredy 4 jour de janvier 1612. Avec une ordonnance faite en ladite sénéchaussée d’Anjou et siège présidial d’Angers le mercredy quatorzième jour de novembre audit an pour l’exécution et entretenement dudit arrest".
La circonscription financière d'Angers devint circonscription administrative sous la direction d'un intendant ayant pleine autorité sur les " subdélégués " des six terres d'élections de la province d'Anjou (Angers, Baugé, Beaufort, Château-Gontier, La Flèche et Saumur). (Loudun étant encore sous l'autorité du gouverneur de Saumur).
L'autorité royale atteint le niveau municipal avec le roi Louis XIV qui nomme les maires des grandes villes et les échevins. Les tribunaux royaux, présidiaux, et chambres spécialisées accroissent leurs compétences aux dépens des sénéchaussées.

### LeXVIIIesiècle

En rouge limite de l'Anjou au XVIIIe siècle
(en jaune limite du département de Maine-et-Loire).

Au XVIIIe siècle, c'est la police des communautés rurales, représentée par des officiers seigneuriaux de justice, qui assure l'ordre et la justice dans les campagnes angevines, en l’absence de tout officier royal de justice et de police. Ces fonctions de police et de justice seigneuriales permettent de maintenir la sécurité publique dans les communautés rurales angevines et le bon fonctionnement de la vie économique. Au niveau de la province royale d'Anjou, les sénéchaux angevins administrent la province ainsi que la justice par l'intermédiaire des baillis et des lieutenants généraux.
Sous l'Ancien Régime, la sénéchaussée principale d'Angers, administrant les sénéchaussées de l'Anjou, est représentée par 16 députés issus également de sénéchaussées secondaires angevines : (Angers, Baugé, Beaufort, Château-Gontier, Craon, La Flèche, Le Lude).
Les seize députés de la sénéchaussée d'Angers se répartissent ainsi :
- trois députés du Clergé : Chatizel, Martinez et Rangeard ;
- quatre députés de la Noblesse : Choiseul-Praslin, Dieuzie, Galissonière et Ruillé ;
- neuf députés du Tiers-État : Allard, Brevet de Beaujour, Chassebluf-Volney, Desmazière, La Revellière-Lépeaux, Le Maignan, Milscent, Pilastre et Riche.

La sénéchaussée d'Angers garde ses prérogatives sur presque l'ensemble de l'Anjou qui deviendra le futur département de Maine-et-Loire, ainsi que sur l'ensemble de la Mayenne angevine (Château-Gontier et Craon) et sur la majeure partie du Maine angevin (La Flèche et Le Lude) moins le bailliage indépendant de Château-du-Loir rattaché à la sénéchaussée principale du Mans.

### La Révolution française et la naissance duMaine-et-Loire
La généralité de Tours d'après le Règlement général du 24 janvier 1789 (États généraux) fut organisé avec un certain nombre de modification qui laissaient présager le démantèlement des anciennes provinces royales.
En effet, Le 11 novembre 1789, l'Assemblée Constituante brusque les choses en ordonnant aux députés des anciennes provinces de se concerter, afin de mettre en place un réseau de nouveaux départements d'environ 324 lieues carrées, soit 6 561 km2 actuels.
Des réunions se tiennent aussitôt dans l'hôtel du duc Antoine-César de Choiseul-Praslin, député de la noblesse de la Sénéchaussée d'Angers. Une trentaine de députés (des trois provinces) présents envisagent de rétrocéder des territoires au Poitou et de subdiviser le domaine restant en quatre départements, autour des capitales traditionnelles, Tours, Angers et le Mans, et autour de la ville de Laval, qui récupérerait des terres du Maine et de l'Anjou.

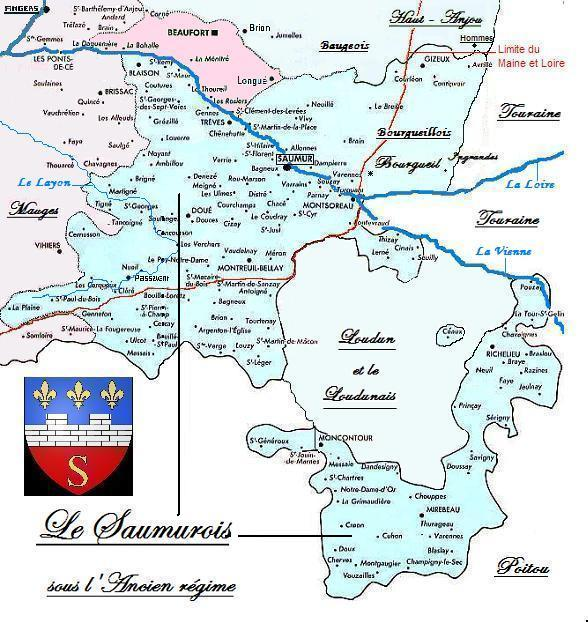
Sénéchaussée de Saumur sous l'Ancien régime

Le 12 novembre 1789, vingt-cinq députés (des trois provinces) approuvent ce partage, mais les deux représentants de Saumur, Jean-Étienne de Cigongne et Charles-Élie de Ferrières, se dissocient de cette décision. Les Saumurois plaident en faveur d'un département de Saumur situé au carrefour des trois provinces de l'Anjou, de la Touraine et du Poitou, avec Loudun pour le partage des pouvoirs. Ils accusent les représentants d'Angers de s'entendre avec leurs collègues du Maine et de Touraine pour le dépeçage de la sénéchaussée de Saumur. Ils les accusent également d'abandonner à la Touraine vingt-quatre paroisses anciennement angevines (autour de Château-la-Vallière et de Bourgueil). Le mécontentement grandit, la population de Bourgueil manifeste pour son maintien dans l'Anjou et se solidarise avec Saumur. Pendant ce temps, les représentants de Chinon, à l'instar de ceux de Saumur tentent également de créer leur propre département. Des dissensions apparaissent au sein du conseil municipal de Saumur. Certains représentants de la Noblesse et du Clergé approuvent le découpage proposé par Angers. En décembre de la même année, les Loudunais rompent leur accord avec Saumur.
Le 14 janvier 1790, l'Assemblée nationale décrète que "Saumur et le Saumurois feront partie du département de l'Anjou".
Intégré dans le département de "Mayenne-et-Loire" (futur "Maine-et-Loire"), Saumur tente de partager avec Angers la fonction de chef-lieu. Ayant perdu la partie, les représentants de Saumur proclament que l'alternat entre Angers et Saumur permet de déjouer les intrigues et les cabales qui naissent de la fixité…
Le lundi 24 mai 1790, ils obtiennent 104 suffrages en faveur de l'alternat, mais 532 voix se prononcent en faveur d'un siège permanent à Angers. Le nouveau département est constitué. L'Assemblée constituante entérine cette structure le 22 juin 1790 et le Roi le 25 juin 1790.
Afin de calmer la susceptibilité des Saumurois, les trente-six membres du nouveau conseil du département portent à leur présidence Gilles Blondé de Bagneux (ancien maire de Saumur). Ainsi jusqu'en novembre 1791, le premier président du conseil général de Maine-et-Loire, sera saumurois.

Sénéchaussées de l'Anjou au XVIIIe siècle.

L'Anjou était divisée en plusieurs sénéchaussées ou bailliages, regroupées sous le nom de "Sénéchaussées de l'Anjou". La Révolution française marque la fin de la fonction de sénéchal. Augustin-Félix-Elisabeth Barrin La Galissonnière fut le dernier sénéchal de l'Anjou nommé avant la Révolution française. Il représentera la Noblesse de l'Anjou lors de la réunion des États généraux de 1789.
Listes des bailliages principaux, suivis du nombre de députés à élire et du nom des bailliages ou sénéchaussées secondaires :
- sénéchaussée d'Angers, seize députés, (sénéchaussée principale et quatre sénéchaussées secondaires) :
  - sénéchaussée de Baugé,
  - sénéchaussée de Beaufort,
  - sénéchaussée de Château-Gontier,
  - sénéchaussée de La Flèche ;
- sénéchaussée de Loudun, quatre députés ;
- sénéchaussée de Saumur, quatre députés.

Autres sénéchaussées et bailliage de la généralité de Tours : 
- sénéchaussées du Maine au Mans, vingt députés, (Beaumont-le-Vicomte, Château-du-Loir, Fresnay-le-Vicomte, Laval, Mamers, Sainte-Suzanne) ;
- bailliages de Tours, seize députés, (Châtillon-sur-Indre, Chinon, Langeais, Loches, Montrichard).

La sénéchaussée d'Angers garde ses prérogatives sur presque l'ensemble de l'Anjou qui deviendra le futur département de Maine-et-Loire, ainsi que sur l'ensemble de la Mayenne angevine (Château-Gontier et Craon) et sur la majeure partie du Maine angevin (La Flèche et Le Lude) moins le bailliage indépendant de Château-du-Loir rattaché à la sénéchaussée principale du Mans.
Le Saumurois constitue toujours une sénéchaussée indépendante de celle d'Angers mais qui intégra néanmoins le  département de Maine-et-Loire, par contre le Saumurois garde encore pour quelque temps son autorité sur Mirebeau, Moncontour et Richelieu. Le Loudunais, qui sépare la sénéchaussée de Saumur en deux zones distinctes, forme également une sénéchaussée indépendante de celle d'Angers.
En 1790, lors de la création des départements français, le Sud-Saumurois (sénéchaussée de Loudun et pays de Mirebeau dépendants du gouverneur de Saumur et partie méridionale de l'Anjou) est rattaché au département de la Vienne.
En 1802, lors de la nomination des premiers préfets de France, c'est un Loudunais, Pierre Montault-Désilles qui devient premier préfet du département de Maine-et-Loire. La même année, son frère Charles Montault-Désilles,  devient l'évêque du diocèse d'Angers.
Le titre de duc d'Anjou fut porté encore par deux Valois, par Henri III avant qu'il ne fût roi et par son frère et héritier de la couronne de France, le prince François de France (1555-1584).
Le titre du duc d'Anjou était le troisième apanage le plus important en France (après le Dauphiné et le duché d'Orléans). C'est ainsi que Gaston (fils d’Henri IV) et Philippe (fils de Louis XIII) furent brièvement duc d'Anjou avant de devenir duc d'Orléans. Le duché d'Anjou fut donné ensuite à deux fils de Louis XIV mort jeune et à son deuxième petit-fils Philippe qui devint plus tard roi d'Espagne sous le nom de Philippe V. Le titre fut ensuite donné au troisième arrière-petit-fils du roi Soleil, Louis XV. Louis XVIII reçut également le titre.